# Крупенський Павло Миколайович
Крупе́нський Павло́ Микола́йович (нар. 1863 — пом. 1939) — статський радник (з 1897), член Хотинської повітової земської управи, Хотинський повітовий голова дворянства (з 1899–1908 рр.), камергер імператорського двору Миколи II (з 1909), депутат II-IV Державної Думи Російської імперії, організатор Вільної академії мистецтв у Парижі. Був одружений з княгинею Марією Вахваховою.

## Нагороди
- орден Св. Анни 2-го ст.
- орден Св. Станіслава 3-го ст.
- чорногорський орден Данила I 4 ст[2].

## Мемуари
- Тайна Императора (Александр I и Федор Кузьмич). Берлин, 1927